# Capoeta antalyensis
Capoeta antalyensis és una espècie de peix d'aigua dolç de Turquia de la família dels ciprínids i de l'ordre]dels cipriniformes. És considerat com vulnerable, per la intervenció humana al seu hàbitat, la construcció de preses i altres obstacles als cursos d'aigua per a l'irrigació i per períodes de sequera.
Els adults poden assolir els 23,6 cm de longitud total.